# Idantirs (segle VI aC)
Idantirs (en llatí: Idanthyrsus, en grec antic: Ἰδάνθυρσος) va ser rei dels escites fill de Sauli (Saulius), germà d'Anacarsis, el filòsof i viatger, al que va matar.
Quan Darios I el Gran va envair territori dels escites l'any 508 aC, aquestos dirigits per Idantirs es van retirar sense lluitar. Darios els va enviar un missatge: o combatre o sotmetre's. Idantirs va contestar que la fugida davant els perses no era per temor, sinó perquè els escites no volien la guerra sinó que buscaven la vida a la que estaven acostumats i que no tenien cap motiu per lluitar, ja que no tenien ni ciutats ni terres que poguessin ser saquejades, i que l'únic que trobarien els perses serien les tombes dels avantpassats.